# Norihiro Nishi
Norihiro Nishi (西 紀寛?, Nishi Norihiro; Takatsuki, 9 maggio 1980) è un ex calciatore giapponese, di ruolo centrocampista.

## Palmarès

### Nazionale
- Coppa d'Asia: 1

2004